# Тонні ван Ліроп
Тонні ван Ліроп (нід. Tonny van Lierop, 19 вересня 1910 — 31 березня 1982) — нідерландський хокеїст на траві.
Срібний призер Олімпійських Ігор 1928 року, бронзовий призер 1936 року.